# Historias de Judit
Historias de Judit es un pequeño díptico del pintor renacentista italiano Sandro Botticelli y es una de sus obras narrativas más conocidas.

## Historia
Está realizado con temple sobre tabla y data de hacia 1470. Es recordado por Raffaello Borghini en Il Riposo escrito en 1584 como donado por Rodolfo Sirigatti a Bianca Cappello, que lo tenía en su "escritorio" dentro de un marco dorado y tallado, que luego se perdió. A su muerte pasó a la colección de su hijo Antonio de Medici, que lo guardó en su Casino di San Marco en Vía Larga. En 1633 ingresaría en las colecciones ducales de los Médicis de las que surgirían los Uffizi. Actualmente se encuentra en la Galería de los Uffizi en Florencia. 

## Descripción
Está formado por dos paneles, que originalmente formaban un díptico sobre la historia de la heroína bíblica, Judit, que utiliza su propia belleza para salvar su ciudad de Betulia del asedio de los asirios. La bella y rica viuda se acerca al campamento enemigo, donde fingiendo querer colaborar con el enemigo habla con el comandante, Holofernes, que se enamora de ella y la invita a un banquete. Estando a solas, Holofernes borracho se queda dormido y Judit le corta la cabeza y regresa con ella a Betulia.
El tema fue retomado en el Quatrocento para simbolizar la libertad y la victoria sobre la tiranía. No obstante, en su tratamiento Botticelli elude el momento central de la historia (la decapitación de Holofernes por Judit), centrándose en lo que ocurre con posterioridad. Se representan en dos escenas distintas dos acontecimientos simultáneos: el Regreso de Judit a Betulia y el Descubrimiento del cadáver de Holofernes. A pesar de su pequeño tamaño, las Historias de Judit es una obra maestra por la complejidad de la composición, atención a los detalles y la elección del momento de cada escena.

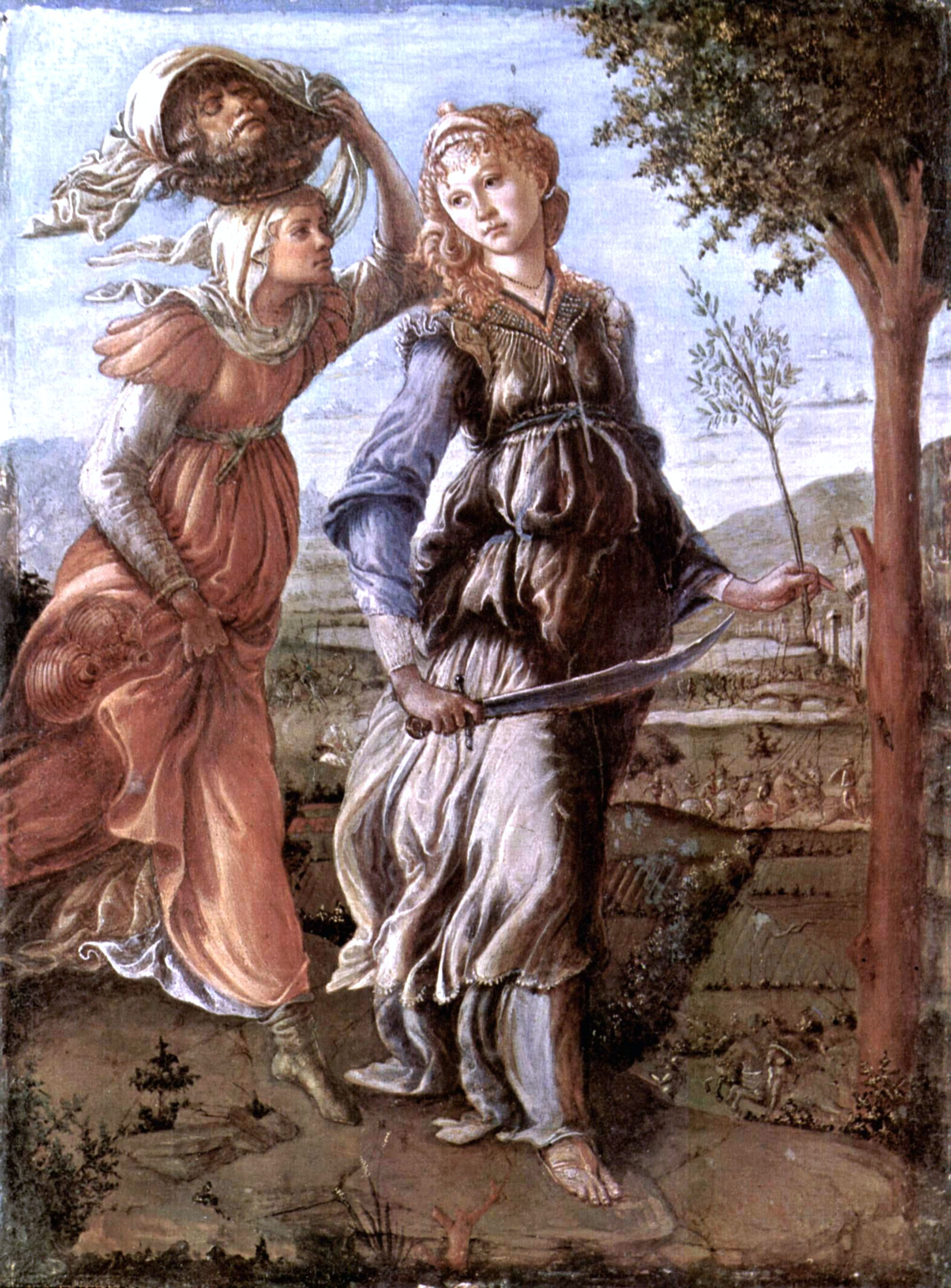
El regreso de Judit a Betulia, 31 × 24 cm.

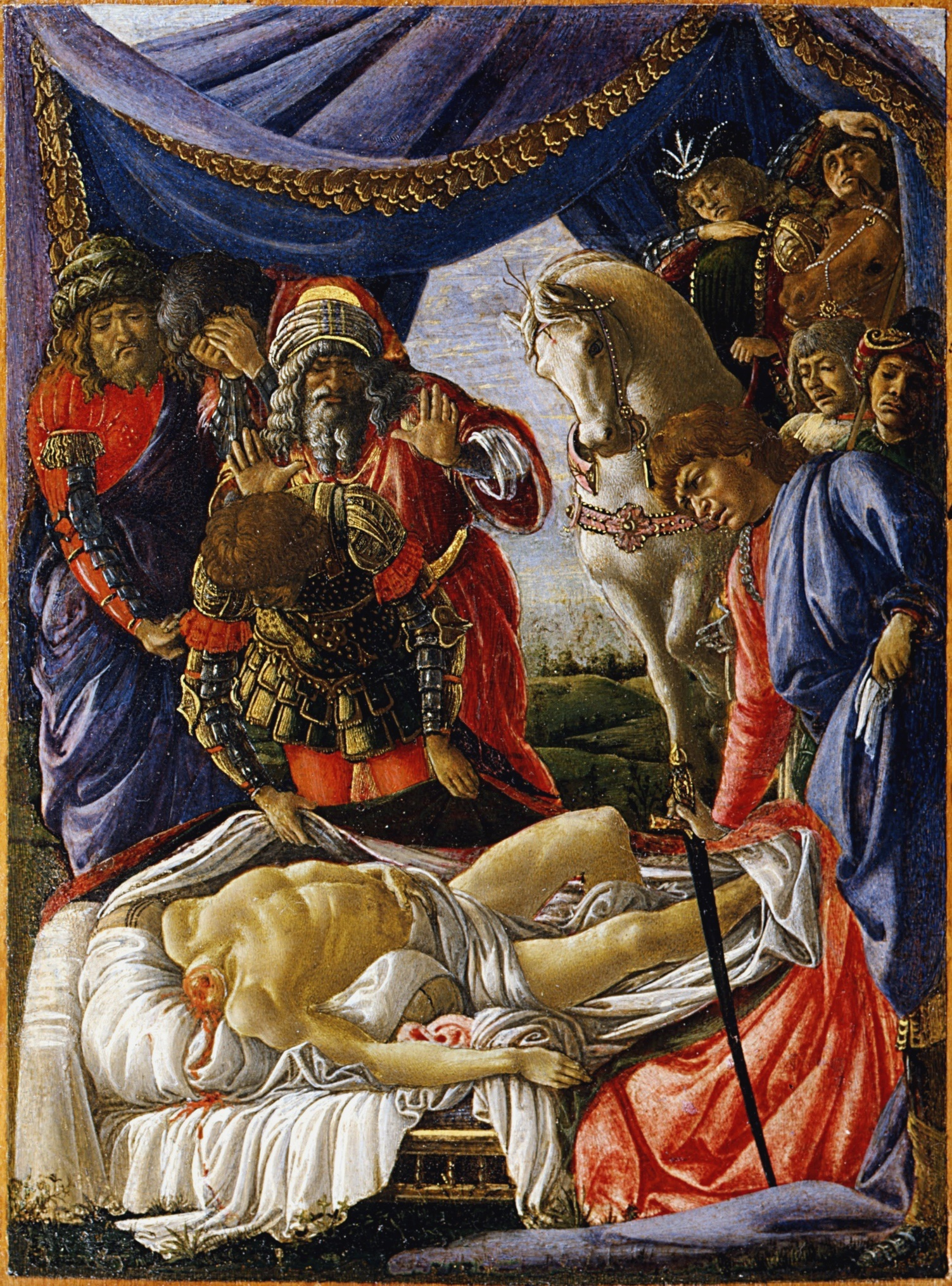
Descubrimiento del cadáver de Holofernes, 31 × 25 cm.

Historias de Judit - Regreso de Judit a Betulia (Storie di Giuditta – Il ritorno di Giuditta a Betulia) mide 31 x 24 centímetros. El panel derecho describe la vuelta de Judit a Betulia llevando consigo la cabeza cortada de Holofernes, que es sostenida por una criada en una canasta cubierta por una sábana. Las dos figuras femeninas se mueven con gracia un poco etérea en una difusa luz matinal, girándose como para asegurarse de que no están siendo perseguidas y acelerando el paso. Judit lleva en una mano la espada y con la otra sostiene una rama de olivo, símbolo de la paz. Al fondo, un campo de batalla.
El único movimiento proviene de los vestidos y los paños, conferido por la línea del contorno. Esta línea ayuda a la fusión de las figuras y el paisaje, que es su rasgo estilístico más destacado y proviene de Filippo Lippi.
La heroína bíblica, representada tradicionalmente como cruel y viril, se ha transformado en una figura melancólica envuelta en ondulantes ropajes que subrayan el ritmo del personaje en movimiento (M. Bacci).
Historias de Judit - Descubrimiento del cadáver de Holofernes (Storie di Giuditta – La scoperta del cadavere di Oloferne) mide 31 por 25 cm. Aquí se muestra a los oficiales y ayudantes de Holofernes que entran en la tienda de su comandante, buscándolo, y descubren el cuerpo sin cabeza. Los personajes presentan diversos gestos de horror y consternación al ver el cuerpo. La penumbra de la tienda contrasta con el paisaje que se aprecia en la abertura central, cuya luz incide en las armaduras y arneses.
Se representa un cuerpo desnudo juvenil, lo que contrasta con la cabeza del otro panel, que parece de un hombre maduro. El cuerpo está tendido sobre sábanas y almohadas en la cama y visto en escorzo, lo que recuerda a las obras de Antonio Pollaiuolo. Se trata de una representación muy detallada de la anatomía, siendo el primer desnudo masculino en la obra de Botticelli. La luz incide directamente en el cuerpo, revelando sus detalles.